# Praia Clube
O Praia Clube é uma agremiação social e desportiva com sede em Uberlândia, Minas Gerais. O clube possui destaque nacional no voleibol feminino profissional, e como centro de formação de atletas em diversas modalidades esportes.

## História
O Praia Clube nasce no dia 10 de julho de 1935 mediante os esforços de seus doze fundadores: Boulanger Fonseca, Enéas de Oliveira Guimarães, Fausto Savastano, Floramante Garófalo, Gercino Borges, Hermes Carneiro, José Carneiro Júnior, José de Oliveira Guimarães, Lourival Borges, Mário Guimarães Faria, Oscar Miranda e Roman Balparda.
Seu surgimento tem relação direta com o rio Uberabinha e a prática esportiva da natação por um grupo de frequentadores que se banhavam na propriedade, até então, pertencente à figura do Coronel Constantino. Posteriormente, um grupo de doze pessoas solicitou que o proprietário vendesse um pedaço de terra à margem do rio, sendo atendido em parte. Com o tempo, surgiu a ideia de criar-se um clube, tendo sido batizado de 'Praia' devido a uma praia de cascalho que havia no local onde os frequentadores praticavam natação.
Atualmente, o Praia Clube ocupa uma área de aproximadamente de 301 mil m², com uma infraestrutura moderna para as práticas esportivas, culturais e de lazer. Inaugurado e 1963, o Ginásio Adalberto Testa, apelidado de "disco voador", devido ao seu formato, é uma de suas primeiras e mais marcantes obras.
Na década 1970 foi construída a Eclusa, de grande importância para o crescimento do clube, com a ajuda da Prefeitura Municipal na primeira gestão do prefeito Virgílio Galassi. Projetada pelo então diretor geral, José Pereira Espíndola, tal obra permitiu a subida do rio Uberabinha até a região do Clube de Caça e Pesca.

## Voleibol Profissional Feminino

### História

#### Primeiros anos e Estruturação
A relação do Praia Clube com o voleibol iniciou-se na década de 1980 com um grupo de associadas que o praticavam esporadicamente. O que era visto como uma prática de lazer serviu de pontapé inicial para a criação de uma Escolinha de Voleibol, que em poucos anos já contava com oito turmas, com cerca de cem alunas aproximadamente.
A filiação à Federação Mineira de Voleibol ocorreu no ano de 1989 e partir de então o clube passou a disputar os campeonatos regionais em quatro categorias (infantil, infanto-juvenil, juvenil e adulto). Neste mesmo ano, as equipes praianas conquistaram títulos regionais nas categorias infantil e infanto-juvenil, além de ter conquistado o Campeonato Mineiro do Interior na categoria juvenil.
A década de 1990 marcou um passo importante na relação do Praia Clube com o voleibol, quando chegaram ao clube novos profissionais, aumentando-se a oferta de horários das turmas; com isso, o número de praticantes da modalidade triplicou em dez anos. Não obstante, nas Escolinhas foram revelados muitos talentos que atuaram ou atuam em grandes equipes estaduais e nacionais. Com o aumento de praticantes, houve conquistas de vários títulos mineiros e boas participações em campeonatos regionais, sobretudo nas categorias de base. O primeiro título mineiro foi conquistado em 2006 com uma equipe infantil e, desde então, suas equipes tem ganhado títulos estaduais em todas as categorias.

#### Profissionalização
A partir de 2008, a equipe adulta passou a disputar o maior torneio desse esporte no país, a Superliga e, desde então, vem firmando-se como uma das maiores forças do voleibol feminino nacional. Na sua primeira participação, a equipe finalizou com um nono lugar e, desde a mudança de formato (com turno e returno na fase principal e play-offs), a equipe mineira vem figurando entre as oito melhores do país.
Após duas sétimas colocações consecutivas, nas temporadas 2009-10 e 2010-11 (sendo eliminado pelo Osasco em ambas ocasiões por 2-0 na série das quartas-de-final) e um sexto lugar na temporada 2011-12 (sendo eliminado pelo extinto Vôlei Futuro, também por 2-0 na série nas quartas-de-final),  a equipe passou a contar com uma equipe mais competitiva.
Sob o comando do técnico Spencer Lee, o Praia Clube iniciou um arrancada no cenário nacional. Ainda que tendo uma equipe com investimento menor, comparando às potências Osasco e Rio de Janeiro, conseguiu se destacar com um conjunto bastante consistente. As temporadas 2012-13 e 2013-14 deram ao time a quinta colocação na Superliga feminina: em ambas ocasiões, as praianas foram eliminadas nas quartas-de-final pelas paulistas do SESI-SP por 2-1 na série.
Na temporada seguinte (2014-2015), a equipe iniciou um investimento pesado, trazendo um nome de reforço para compor seu sexteto, a campeã Olímpica em Londres 2012 Tandara Caixeta. No entanto, mais uma vez a equipe foi eliminada nas quartas de final (2-1 na série). Dessa vez pelo arquirrival Minas.

#### Ascensão e Primeiro Título nacional
A primeira semifinal foi conquistada na temporada 2015-16 com uma equipe mais forte do que a anterior, contando com o destaque individual da estadunidense Alix Klineman; na ocasião, a equipe deu o troco no rival Minas eliminando-o na semifinal por 2-1 na série. Repetindo a final da Copa Brasil de 2016, a equipe praiana foi derrotada mais uma vez pelas rivais cariocas do Rio de Janeiro, por 3-1 em sets, na final da Superliga 2015-2016. Ainda em 2016, iniciando a temporada 2016-17, a equipe foi mais um vez derrotada pelo rival carioca na disputa de mais um título, a Supercopa Brasileira.
Desde a conquista do inédito vice-campeonato na maior competição do Brasil, o Praia Clube aposta para a sua nona temporada na Superliga em um time forte para se reafirmar no cenário nacional. Para a temporada 2016-17, a equipe conta com as seguintes jogadoras: Alix Klineman (ponteira), Fabiana Claudino (central), Walewska Oliveira (central), Daymí Ramírez (oposta), Carla Santos (ponteira), Cláudia Bueno (levantadora), Ellen Braga (ponteira), Juliana Carrijo (levantadora), Malu Oliveira (oposta), Michelle Pavão (ponteira), Natasha Farinéa (central), Tássia Sthael (líbero), Luana Rezende (líbero), Ednéia Lima (central), Mariana Oliveira Galon (levantadora).
Na temporada de 2016-17 o Praia Clube demonstrou altos e baixos, mas ainda assim, seguiu entre os melhores da Superliga. A equipe terminou o turno da Superliga na quinta colocação, o que que garantiu a participação na Copa Brasil de 2017. Nessa competição, após passar por Bauru nas quartas-de-final, o time foi derrotado pelas rivais do Rio de Janeiro por 3 sets a 1 na semifinal, terminando na quarta colocação, atrás de Osasco, Minas e do próprio Rio de Janeiro. A equipe fechou a temporada com o 3º lugar da Superliga, caindo nas semifinais contra o Osasco.
Para a temporada de 2017-18 o time trouxe dois nomes de renome: Fernanda Garay, campeã olímpica em 2012, e Nicole Fawcett, campeã mundial com a seleção estadunidense em 2014, com isso conquistou, pela primeira vez, o primeiro lugar na Superliga ao bater o rival Rio de Janeiro na final de dois jogos: 3-1 a favor das cariocas na primeira partida, no Rio de Janeiro, tendo vencido, posteriormente, o segundo jogo da final por 3-0, além do Golden Set, em Uberlândia. Com a conquista inédita da Superliga Feminina a equipe mineira faz história no cenário nacional, dando ao Estado de Minas Gerais seu terceiro título, quebrando a hegemonia do time de Bernardinho e deixando para trás o mau aproveitamento nas finais do Campeonato Mineiro e da Copa Brasil durante a temporada.

#### Primeira participação no Mundial e a defesa do Primeiro Título nacional
Após a conquista do primeiro título da Superliga, o Praia Clube fez mudanças consideráveis em seu sexteto titular: manteve a meio-de-rede Fabiana Claudino, a levantadora Ananda Marinho, a ponteira Fernanda Garay e a oposto Nicole Fawcett, e trouxe a ponteira Rosamaria Montibeller (até então no arquirrival Minas), a levantadora estadunidense Carli Lloyd, a meio-de-rede Ana Carolina da Silva e a líbero Suelen Pinto (as duas últimas repatriadas). Em seu primeiro desafio, a equipe falhou ao cair diante do seu maior rival na disputa final do Campeonato Mineiro, redimindo-se na semana posterior ao conquistar a inédita Supercopa Brasileira, vencendo o Osasco em quatro sets, na cidade de Fortaleza. Participando pela primeira vez, como convidado, do Campeonato Mundial, a equipe não foi capaz de ocupar um lugar ao pódio, terminando na quarta colocação, ao perder o bronze para a equipe turca do Eczacıbaşı. Pela terceira vez, segunda consecutiva, o Praia Clube caiu em uma final de Copa Brasil; em 2019 perdeu o título diante do arquirrival Minas., o mesmo ocorreu na edição do Sul-Americano de 2019 realizado em Belo Horizonte ao ser derrotado pelo Minas por 3x0, sendo Fernanda Garay e a central Fabiana figurando a seleção do campeonato; e na Superliga Brasileira 2018-19 avançou a grande final diante do rival anteriormente citado, perdendo a série melhor de três jogos, com derrota por 3x2 fora de casa e no palco de sua primeira conquista nacional foi derrotado novamente por 3x1, nas premiações individuais a oposto Nicole Fawcett e a central Carol foram as que integraram a seleção da competição.

#### Novo convite para o Mundial, anfitrião do Sul-Americano 2020
Nova temporada,  renovou com a oposto Nicole Fawcett, a centrais Fran e Carol, as levantadoras Ananda e Vivian Lima, as líberos Suelen e Laís, as ponteiras Michelle e Fernanda Garay, e contrata a oposto Monique Pavão, a ponteira Priscila Daroit, trazendo de volta a central Walewska e a levantadora Claudinha, trazendo a atacante dominicana Brayelin Martínez e convidado a participar novamente da edição do Mundial de Clubes previsto para acontecer em 2019 na cidade chinesa de Ningbo.Sagrou-se campeão invicto do Desafio Minas Gerais X Rio de Janeiro realizado em Sete Lagoas, derrotando na partida válida pelo título o arquirrival Minas por 3x0 e abrindo oficialmente a temporada obteve diante do mesmo e pelo mesmo placar o bicampeonato consecutivo da edição da Supercopa 2019 em Uberlândia. Foi vice-campeão do Sul-Americano de 2019 em Belo Horizonte.Na edição da Copa Brasil de 2020 em Jaraguá do Sul foi novamente vice-campeão, e na edição da Superliga Brasileira A 2019-20 liderou a competição ao final dos dois turnos, mas, devido à Pandemia da COVID-19 a competição não foi concluída e nenhum campeão foi declarado.
Foi em 2020 o anfitrião da edição do Sul-Americano de Clubes realizado em Uberlândia, pela segunda vez (antes em 2017), as partidas realizadas no Ginásio Municipal Tancredo Neves (Ginásio Sabiazinho) terminou com o vice-campeonato, e a temporada marcou a despedida das quadras da oposto Nicole Fawcett, que anunciou sua aposentadoria.

#### Retorno das competições de voleibol X enfretamento da pandemia
Na temporada 2020-21 o clube renovou com o técnico Paulo Coco, Fernanda Garay, Walewska, as gêmeas Michelle e Monique, as centrais Carol e Angélica, as líberos Suelen e Laís, reforçando-se com a ponteira holandesa Anne Buijs e a ponta brasileira Mari Paraíba, a central dominicana Jineiry Martínez e levantadora Lyara Medeiros, e iniciou a jornada com o vice-campeonato do Campeonato Mineiro de 2020, logo após o retorno de Fê Garay que se recuperou da COVID-19 o time conquistou os títulos do Troféu Super Vôlei e da Supercopa em Campo Grande, ambas em 2020, diante dos Sesc-Flamengo e no sistema de "bolha", ou seja, atendendo os protocolos sanitários vigentes.Na edição da Copa Brasil de 2021 realizada em Saquarema terminou com o vice-campeonato, chegou em mais uma final de Superliga Brasileira A 2020-21, vence a primeira partida das série final, melhor de três, teve chances de vencer as demais partidas, mais uma vez o bicampeonato foi adiado, e entre as melhores da edição Fernanda Garay (melhor ponteira) e Carol (segunda melhor central).

#### Primeiro título Sul-Americano e qualificação ao Mundial em 2021
Em 2021, as jogadoras Fê Garay e Carol representaram o Brasil nos Olimpíada de Tóquio, e antes  desta competição Garay anunciou que não renovaria com o clube e que só disputaria os jogos olímpicos, após isso retiraria das quadras para ser mãe.
Novamente sob o comando do técnico Paulo Coco, o clube renovou com as jogadoras: as centrais Walewska (capitã), Carol e Angélica, levantadoras Claudinha e Lyara,  Suelen (líbero), também as irmãs dominicanas Brayelin (oposto) e Jineiry (central), a ponta holandesa Anne. Chegaram para compor o elenco a oposto Ariane Helena, a líbero Ju Perdigão, a levantadora  Jordane, as ponteiras Kasiely, Vanessa Janke e Tainara.
O time iniciou a temporada invicto, vencendo consecutivamente três competições, o Campeonato Mineiro de 2021, a Supercopa de 2021 em Brusque, e conquistou o inédito título continental, o Campeonato Sul-Americano de Clubes de 2021 sediado em Brasília, com destaques individuais de Claudinha (MVP), Brayelin (melhor oposto),  Anne e Kasiely (melhores ponteiras); qualificando-se automaticamente pela primeira vez para edição do Mundial de Clubes de 2021 em Ancara, antes disputara tal competição mediante convite.

#### Participação no Mundial de 2022 e bicampeonato nacional e continental
Com a aposentadoria da central Walewska, foi contratada Letícia Hage para seu lugar, e a diretoria renovou com o mesmo elenco e treinador da temporada 2021-22 antes mesmo de finalizá-la, então, na temporada 2022-23, no Mundial de Clubes de 2022 em Antália não avançou a fase final do certame, já no ]ambito nacional, liderou a Superliga Brasileira A, com apenas duas derrotas no returno, nas quartas de final venceu o Barueri vencendo a série por 2-0, e avançando a série semifinal diante do Sesc-RJ Flamengo, com uma derrota por 3-0 na primeira partida,  buscou a vitória como visitante  vencendo por 3-2 e  como mandante venceu o terceiro jogo por 3-1, obtendo a classificação para a final contra o Minas, em jogo único, no Ginásio Sabiazinho,  no mesmo palco da primeira conquista nacional, venceu por 3-0 sagrando-se bicampeão nacional da Superliga Brasileira A 2022-23, com destaque na final novamente da levantadora Claudinha e também da holandesa Anne Buijs. Poucos dias após o título, sediou novamente o Sul-Americano de Clubes em 2023, novamente na final enfrentou o Minas, vencendo por 3-2, sagrou-se bicampeão também continental, com destaque da dominicana Brayelin Martínez.

#### Participação no Mundial de 2023, conquista inédita, defesa dos títulos nacional e continental
Na temporada de 2023-24, houve uma grande reformulação do elenco, renovaram os contratos do técnico Paulo Côco (sétima temporada consecutiva), da levantadora Claudinha, da líbero Suelen, da ponteira Kasiely e da oposto Tainara, e chegaram para compor o elenco onze atletas: as centrais, Adenízia da Silva, Milka Marcília, Gabriela Martins e Lorena Viezel, as levantadoras,  Naiane Rios e Milla Camurça, a líbero, Natália Araújo, retornando ao clube a oposto Monique Pavão,  uma ponteira do cenário nacional, a Priscila Souza, desta vez o clube optou em contratar duas estrangeiras, a ponteira russa Sofya Kuznetsova e a búlgara Dobriana Rabadzhieva; na edição do Mundial de Clubes de 2023, sediado em Hancheu, o time avançou as semifinais, e disputou a medalha de bronze diante da equipe anfitriã, finalizando na quarta posição.
Na defesa do título continental, disputou o Sul-Americano de Clubes de 2024 em Bauru e avançou a final, mas, terminou com a medalha de prata.Disputou a Copa Brasil de 2024 eliminando nas quartas de final o Sesi/Vôlei Bauru por 3-2 (de virada) e na fase final realizada em São José venceu nas semifinais o Sesc-RJ Flamengo por 3-0 e na final venceu o arquirrival Minas por 3-2, conquistando o título inédito nacional que faltava em sua galeria, com destaque para a russa Sofya Kuznetsova, qualificando-se para o Sul-Americano de Clubes de 2025. Já na Superliga Brasileira A, o time enfrentou muitos problemas físicos, finalizou a classificatória em quarto lugar, venceu a série de quartas de final e semifinal, e na final, em jogo único, foi vice-campeão da Superliga Brasileira A 2023-24, fazendo parte da seleção do campeonato a russa Sofya Kuznetsova (maior pontuadora, melhor sacadora e melhor ponteira da edição) e a central Adenízia como maior bloqueadora do campeonato, mesmo ficando fora de alguns jogos por lesão.
A temporada 2024-25 foi marcada pela saída de Paulo Côco e a entrada de Marcos Miranda como técnico do time. Além disso, as ponteiras Rabadzhieva e Kasiely, a oposta Tainara, as levantadoras Claudinha e Naiane e a central Lorena deixaram o elenco, sendo substituídas pela ponteira americana Payton Caffrey, a ponteira Maiara Basso, a oposta americana Nia Reed, a levantadora medalhista olímpica brasileira Macris Carneiro, a levantadora formada na base do time, Ju Carrijo, e a central medalhista olímpica Carol Gattaz, respectivamente. Embora contando com um elenco de peso, a deficiência no passe do time impediu que a formação obtivesse grandes conquistas, resultando na derrota do Campeonato Mineiro, na quarta posição do Mundial de Clubes, na derrota da Supercopa e da Copa Brasil.

### Títulos
| Internacionais | Internacionais           | Internacionais | Internacionais                                        |
| Competição     | Competição               | Títulos        | Temporadas                                            |
| -------------- | ------------------------ | -------------- | ----------------------------------------------------- |
|                | Campeonato Sul-Americano | 3              | 2021, 2023 e 2025                                     |
| Nacionais      |                          |                |                                                       |
| Competição     | Competição               | Títulos        | Temporadas                                            |
| Brasil         | Copa Brasil              | 1              | 2024                                                  |
| Brasil         | Superliga Brasileira     | 2              | 2017-18 e 2022-23                                     |
| Brasil         | Supercopa Brasileira     | 4              | 2018, 2019, 2020 e 2021                               |
| Brasil         | Troféu Super Vôlei       | 1              | 2020                                                  |
| Brasil         | Liga Nacional            | 2              | 2008 e 2010                                           |
| Estaduais      |                          |                |                                                       |
| Competição     | Competição               | Títulos        | Temporadas                                            |
| Minas Gerais   | Campeonato Mineiro       | 9              | 2006, 2011, 2012, 2013, 2014, 2015, 2019, 2021 e 2023 |

#### Campanhas de Destaque
| Praia Clube              | Praia Clube                      | Praia Clube                                       | Praia Clube         | Praia Clube              |
| Torneio                  | Campeão                          | Vice-campeão                                      | Terceiro colocado   | Quarto colocado          |
| ------------------------ | -------------------------------- | ------------------------------------------------- | ------------------- | ------------------------ |
| Campeonato Mundial       | 0                                | 0                                                 | 0                   | 3 (2018), (2023), (2024) |
| Campeonato Sul-Americano | 3 (2021), (2023), (2025)         | 5 (2017, 2019, 2020, 2022 e 2024)                 | 0                   | 0                        |
| Superliga Brasileira     | 2 (17-18 e 22-23)                | 5 (15-16),(18-19), (20-21),(21-22) e (23-24)      | 2 (16-17) e (24-25) | 0                        |
| Copa Brasil              | 1 (2024)                         | 6 (2016), (2018), (2019), (2020), (2021) e (2023) | 2 (2017), (2022)    | 0                        |
| Supercopa Brasileira     | 4 (2018),(2019), (2020) e (2021) | 3 (2016), (2023) e (2024)                         | -                   | -                        |
| Troféu Super Vôlei       | 1 (2020)                         | 0                                                 | 0                   | 0                        |
| Liga Nacional            | 2 (2008) e (2010)                | 0                                                 | 0                   | 1 (2007)                 |
| Campeonato Mineiro       | 9 (último em 2023)               | 5 (2017), (2018), (2020), (2022) e (2024)         | 1 (2010)            | 0                        |

### Elenco Atual
Relacionadas para a Superliga Brasileira de 2025–26 - Série A.
|    | Nome                   | Apelido      | Nascimento              | Altura (cm) | Peso (kg) | Posição     | Nacionalidade  |
| -- | ---------------------- | ------------ | ----------------------- | ----------- | --------- | ----------- | -------------- |
| 15 | Monique Pavão          | Monique      | 31 de outubro de 1986   | 178         | 70        | Oposto      | Brasil         |
| 12 | Carol Gattaz           | Gattaz       | 27 de julho de 1981     | 192         | 76        | Central     | Brasil         |
| 3  | Macris Carneiro        | Macris       | 3 de março de 1989      | 178         | 60        | Levantadora | Brasil         |
| 8  | Juliana Carrijo        | Jú Carrijo   | 25 de fevereiro de 1992 | 177         | 79        | Levantadora | Brasil         |
| 10 | Michelle Pavão         | Michelle     | 31 de outubro de 1986   | 178         | 70        | Ponteira    | Brasil         |
| 5  | Adenízia da Silva      | Adenízia     | 18 de dezembro de 1986  | 185         | 67        | Central     | Brasil         |
| 14 | Payton Caffrey         | Payton       | 1 de setembro de 1998   | 181         | 77        | Ponteira    | Estados Unidos |
| 2  | Natália Araújo         | Natinha      | 10 de abril de 1997     | 162         | 59        | Líbero      | Brasil         |
| 18 | Milka Marcília         | Milka        | 18 de julho de 1994     | 190         | 75        | Central     | Brasil         |
| 16 | Priscila Souza         | Pri Souza    | 29 de outubro de 1987   | 180         | 70        | Ponteira    | Brasil         |
| 17 | Suelen Pinto           | Suelen       | 4 de outubro de 1987    | 168         | 89        | Líbero      | Brasil         |
| 9  | Gabriela Martins       | Gabi Martins | 5 de março de 1996      | 185         | 62        | Central     | Brasil         |
| 20 | Milla Camurça          | Milla        | 12 de maio de 1992      | 175         | 70        | Levantadora | Brasil         |
| 13 | Isabelle Venâncio      | Isabelle     | 29 de agosto de 2004    | 192         | 67        | Central     | Brasil         |
| 4  | Morgahn Fingall        | Morgahn      | 6 de maio de 2001       | 185         | 70        | Oposto      | Estados Unidos |
| 16 | Maria Koleva Yardanova | Yardanova    | 25 de maio de 2002      | 184         | 73        | Ponteira    | Bulgária       |

Técnico:  Rui Moreira.

### Elenco Anterior
Relacionadas para a Superliga Brasileira de 2024–25 - Série A.
|    | Nome              | Apelido      | Nascimento              | Altura (cm) | Peso (kg) | Posição     | Nacionalidade  |
| -- | ----------------- | ------------ | ----------------------- | ----------- | --------- | ----------- | -------------- |
| 15 | Monique Pavão     | Monique      | 31 de outubro de 1986   | 178         | 70        | Oposto      | Brasil         |
| 12 | Carol Gattaz      | Gattaz       | 27 de julho de 1981     | 192         | 76        | Central     | Brasil         |
| 3  | Macris Carneiro   | Macris       | 3 de março de 1989      | 178         | 60        | Levantadora | Brasil         |
| 8  | Juliana Carrijo   | Jú Carrijo   | 25 de fevereiro de 1992 | 177         | 79        | Levantadora | Brasil         |
| 5  | Adenízia da Silva | Adenízia     | 18 de dezembro de 1986  | 185         | 67        | Central     | Brasil         |
| 11 | Nia Kai Reed      | Nia          | 27 de junho de 1996     | 189         | 81        | Oposto      | Estados Unidos |
| 7  | Sofya Kuznetsova  | Kuznetsova   | 31 de outubro de 1999   | 185         | 70        | Ponteira    | Rússia         |
| 14 | Payton Caffrey    | Payton       | 1 de setembro de 1998   | 181         | 77        | Ponteira    | Estados Unidos |
| 11 | Maiara Basso      | Maiara       | 3 de janeiro de 1996    | 189         | 73        | Ponteira    | Brasil         |
| 2  | Natália Araújo    | Natinha      | 10 de abril de 1997     | 162         | 59        | Líbero      | Brasil         |
| 18 | Milka Marcília    | Milka        | 18 de julho de 1994     | 190         | 75        | Central     | Brasil         |
| 16 | Priscila Souza    | Pri Souza    | 29 de outubro de 1987   | 180         | 70        | Ponteira    | Brasil         |
| 17 | Suelen Pinto      | Suelen       | 4 de outubro de 1987    | 168         | 89        | Líbero      | Brasil         |
| 9  | Gabriela Martins  | Gabi Martins | 5 de março de 1996      | 185         | 62        | Central     | Brasil         |
| 20 | Milla Camurça     | Milla        | 12 de maio de 1992      | 175         | 70        | Levantadora | Brasil         |

Técnico:Marcos Miranda.
Relacionadas para a Superliga Brasileira de 2023–24 - Série A.
|    | Nome                 | Apelido      | Nascimento             | Altura (cm) | Peso (kg) | Posição     | Nacionalidade |
| -- | -------------------- | ------------ | ---------------------- | ----------- | --------- | ----------- | ------------- |
| 15 | Monique Pavão        | Monique      | 31 de outubro de 1986  | 178         | 70        | Oposto      | Brasil        |
| 14 | Lorena Viezel        | Lorena       | 21 de julho de 1999    | 190         | 76        | Central     | Brasil        |
| 4  | Cláudia Bueno        | Claudinha    | 21 de setembro de 1987 | 182         | 75        | Levantadora | Brasil        |
| 8  | Naiane Rios          | Naiane       | 29 de novembro de 1994 | 180         | 69        | Levantadora | Brasil        |
| 5  | Adenízia da Silva    | Adenízia     | 18 de dezembro de 1986 | 185         | 67        | Central     | Brasil        |
| 10 | Tainara Lemes Santos | Tai Santos   | 9 de março de 2000     | 187         | 78        | Oposto      | Brasil        |
| 7  | Sofya Kuznetsova     | Kuznetsova   | 31 de outubro de 1999  | 185         | 70        | Ponteira    | Rússia        |
| 3  | Dobriana Rabadzhieva | Rabadzhieva  | 14 de junho de 1991    | 190         | 75        | Ponteira    | Bulgária      |
| 13 | Kasiely Clemente     | Kasy         | 6 de dezembro de 1993  | 182         | 62        | Ponteira    | Brasil        |
| 2  | Natália Araújo       | Natinha      | 10 de abril de 1997    | 162         | 59        | Líbero      | Brasil        |
| 18 | Milka Marcília       | Milka        | 18 de julho de 1994    | 190         | 75        | Central     | Brasil        |
| 16 | Priscila Souza       | Pri Souza    | 29 de outubro de 1987  | 180         | 70        | Ponteira    | Brasil        |
| 17 | Suelen Pinto         | Suelen       | 4 de outubro de 1987   | 168         | 89        | Líbero      | Brasil        |
| 9  | Gabriela Martins     | Gabi Martins | 5 de março de 1996     | 185         | 62        | Central     | Brasil        |
| 20 | Milla Camurça        | Milla        | 12 de maio de 1992     | 175         | 70        | Levantadora | Brasil        |

Técnico:Paulo Barros Júnior (Paulo Coco).
Relacionadas para a Superliga Brasileira de 2022–23 - Série A.
|    | Nome                          | Apelido           | Nascimento             | Altura (cm) | Peso (kg) | Posição         | Nacionalidade        |
| -- | ----------------------------- | ----------------- | ---------------------- | ----------- | --------- | --------------- | -------------------- |
| 2  | Brayelin Martínez             | Brayelin Martínez | 11 de setembro de 1996 | 201         | 83        | Ponteira/Oposto | República Dominicana |
| 3  | Jineiry Martínez              | Jineiry Martínez  | 3 de dezembro de 1997  | 190         | 68        | Central         | República Dominicana |
| 4  | Cláudia Bueno                 | Claudinha         | 21 de setembro de 1987 | 182         | 75        | Levantadora     | Brasil               |
| 7  | Jordane de Carvalho Tolentino | Jordane           | 23 de dezembro de 1985 | 177         | 72        | Levantadora     | Brasil               |
| 9  | Angélica Malinverno           | Angelica          | 5 de julho de 1989     | 190         | 83        | Central         | Brasil               |
| 10 | Tainara Lemes Santos          | Tai Santos        | 9 de março de 2000     | 187         | 78        | Ponteira        | Brasil               |
| 11 | Anne Buijs                    | Anne              | 2 de dezembro de 1991  | 191         | 74        | Ponteira        | Países Baixos        |
| 12 | Ariane Helena                 | Ariane            | 27 de janeiro de 1996  | 191         | 88        | Oposto          | Brasil               |
| 13 | Kasiely Clemente              | Kasy              | 6 de dezembro de 1993  | 182         | 62        | Ponteira        | Brasil               |
| 14 | Juliana Cardoso Perdigão      | Ju Perdigão       | 5 de abril de 1991     | 163         | 58        | Líbero          | Brasil               |
| 15 | Ana Carolina da Silva         | Carol             | 8 de abril de 1991     | 183         | 73        | Central         | Brasil               |
| 16 | Vanessa Janke                 | Vanessa           | 8 de março de 1991     | 184         | 70        | Ponteira        | Brasil               |
| 17 | Suelen Pinto                  | Suelen            | 4 de outubro de 1987   | 168         | 89        | Líbero          | Brasil               |
| 18 | Letícia Hage                  | Letícia           | 9 de setembro de 1990  | 189         | 83        | Central         | Brasil               |
| 19 | Lyara Medeiros                | Lyara Medeiros    | 19 de setembro de 1996 | 184         | 67        | Levantadora     | Brasil               |

Técnico:Paulo Barros Júnior (Paulo Coco).

### Estrangeiras no Praia Clube
| Nome              | Posição         | Nacionalidade        | Temporada                          |
| ----------------- | --------------- | -------------------- | ---------------------------------- |
| Daymí Ramírez     | Ponteira        | Cuba                 | 2010/11, 2014/15, 2015/16, 2016/17 |
| Danielle Scott    | Central         | Estados Unidos       | 2012/13                            |
| Yusleinis Herrera | Ponteira        | Cuba                 | 2012/13, 2013/14                   |
| Kim Glass         | Ponteira        | Estados Unidos       | 2013/14                            |
| Bailey Webster    | Ponteira        | Estados Unidos       | 2014/15                            |
| Alix Klineman     | Ponteira        | Estados Unidos       | 2015/16, 2016/17                   |
| Nicole Fawcett    | Ponteira/Oposto | Estados Unidos       | 2017/18, 2018/19, 2019/20          |
| Carli Lloyd       | Levantadora     | Estados Unidos       | 2018/19                            |
| Brayelin Martínez | Ponteira/Oposto | República Dominicana | 2019/20, 2020/21, 2021/22, 2022/23 |
| Jineiry Martínez  | Central         | República Dominicana | 2020/21, 2021/22, 2022/23          |
| Anne Buijs        | Ponteira        | Países Baixos        | 2020/21, 2021/22, 2022/23          |
| Rabadzhieva       | Ponteira        | Bulgária             | 2023/24                            |
| Sofya Kuznetsova  | Ponteira        | Rússia               | 2023/24, 2024/25                   |
| Payton Caffrey    | Ponteira        | Estados Unidos       | 2024/25                            |
| Nia Kai Reed      | Oposto          | Estados Unidos       | 2024/25                            |

FonteGE, atualizado em 7 de julho de 2023.

## Voleibol Profissional Masculino

### Início do projeto
O time masculino de vôlei do Praia Clube, sediado em Uberlândia (MG), é um projeto recente que já alcançou feitos notáveis em pouco tempo. A trajetória teve início em 2021, com o objetivo de replicar o sucesso da equipe feminina, uma das mais tradicionais do Brasil.

#### Parceria com o Araguari Vôlei
O pontapé inicial do projeto foi dado por meio de uma parceria estratégica com o Araguari Vôlei, permitindo ao Praia Clube entrar no cenário do vôlei masculino. Enquanto os treinos eram realizados em Uberlândia, os jogos foram sediados em Araguari. A equipe competiu sob o nome Araguari Vôlei e, em sua campanha mais destacada nesse formato, alcançou as quartas de final da Superliga Masculina 2023/2024.

#### Nova fase: Praia Clube Vôlei
Em 2024, o Praia Clube assumiu integralmente o projeto, transferindo todas as atividades para sua sede em Uberlândia. A partir de então, a equipe passou a competir como Praia Clube Vôlei, unificando as operações das equipes masculina e feminina e fortalecendo a identidade do clube. Essa transição marcou a estreia oficial do time na Superliga Masculina 2024/2025, consolidando sua presença na elite do vôlei nacional.

#### Conquistas e destaques
- Campeonato Mineiro: Na temporada de estreia, o Praia Clube conquistou o terceiro lugar no Campeonato Mineiro, demonstrando seu potencial competitivo desde o início.
- Superliga Masculina 2024/2025: Já na primeira temporada na elite, a equipe eliminou o atual campeão Sesi-Bauru nas quartas de final, em uma partida histórica com o set mais longo da competição (41 a 39), garantindo vaga nas semifinais.
- Sul-Americano de Clubes 2025: O Praia sediou a competição e chegou à final após vencer o Monteros (ARG) na semifinal. A classificação garantiu vaga para o Mundial de Clubes 2025, o segundo consecutivo da equipe.

#### Estrutura e comando técnico
O Praia Clube Vôlei conta com uma estrutura sólida e moderna, com treinos e jogos realizados em casa. O time é comandado desde o início pelo técnico Fabiano Magoo, que tem sido peça-chave no desenvolvimento do projeto.

#### Perspectivas futuras
Com uma ascensão meteórica e conquistas expressivas em um curto espaço de tempo, o Praia Clube Vôlei Masculino se firma como uma das forças emergentes do vôlei brasileiro e internacional. A expectativa é de que o clube siga crescendo, acumulando títulos e consolidando sua tradição também no masculino.
Enquanto isso, Araguari seguiu um novo caminho, reestruturando seu projeto e buscando retornar às competições nacionais por meio da Superliga C, com o apoio da Escola de Vôlei Araguari (EVA) e da prefeitura local.
Elenco Atual - Temporada 2025/2026
Técnico: Fabiano Magoo 
| Nome                             | Apelido           | Nascimento | Altura (cm) | Peso (kg) | Posição    | Naturalidade             | Nacionalidade |
| -------------------------------- | ----------------- | ---------- | ----------- | --------- | ---------- | ------------------------ | ------------- |
| Rhendrick Resley                 | Resley            | 11/02/1999 | 1,84        | 83        | Levantador | Curitiba - PR            | Brasileiro    |
| Rafael Forster                   | Rafael            | 11/02/2002 | 1,80        | 75        | Levantador | Rio de Janeiro - RJ      | Brasileiro    |
| Wallaf Wesley de Oliveira        | Wallaf            | 04/01/1998 | 1,93        | 82        | Oposto     | Rio de Janeiro - RJ      | Brasileiro    |
| Franco William Carginin Paese    | Franco Paese      | 01/03/1990 | 2,02        | 96        | Oposto     | Bento Gonçalves - RS     | Brasileiro    |
| Isac Santos                      | Isac              | 13/12/1990 | 2,08        | 99        | Central    | São Gonçalo - RJ         | Brasileiro    |
| Pietro Pereira de Jesus Santos   | Pietro            | 18/06/2001 | 2,05        | 92        | Central    | Uberlândia - MG          | Brasileiro    |
| Wennder Lopes                    | Wennder           | 12/07/1991 | 2,05        | 98        | Central    | Santa Luzia - MG         | Brasileiro    |
| Abrhaao Anthony Santana Camargo  | Abrhaao           | 14/06/2004 | 1,98        |           | Central    | Teixeira de Freitas - BA | Brasileiro    |
| Lucas Eduardo Loh                | Lucas Lóh         | 18/01/1991 | 1,97        | 83        | Ponteiro   | Toledo - PR              | Brasileiro    |
| Paulo Vinicius Ferreira da Silva | Paulo Vinicius    | 23/08/2001 | 1,98        | 108       | Ponteiro   | Belo Horizonte -MG       | Brasileiro    |
| Pedro Pereira da Silva Filho     | Alladin           | 11/03/2005 | 1,95        |           | Ponteiro   | Porangatu -GO            | Brasileiro    |
| Matheus Celestino                | Matheus Celestino | 26/08/1998 | 1,95        | 80        | Ponteiro   | Maceió - AL              | Brasileiro    |
| Filipe Stolberg                  | Felipinho         | 15/07/1992 | 1,73        | 73        | Líbero     | Rio de Janeiro - RJ      | Brasileiro    |
| Gabriel Brad                     | Gabriel Brad      | 01/01/2005 | 1,80        | 78        | Líbero     |                          | Brasileiro    |

Elenco Anterior - Temporada 2024/2025
Técnico: Fabiano Magoo 
| Nº | Nome                              | Apelido         | Nascimento | Altura (cm) | Peso (kg) | Posição    | Naturalidade             | Nacionalidade |
| -- | --------------------------------- | --------------- | ---------- | ----------- | --------- | ---------- | ------------------------ | ------------- |
| 18 | Bruno Alves                       | Canhoto         | 18/05/1989 | 1,89        | 85        | Levantador | São Paulo - SP           | Brasileiro    |
| 3  | Gustavo Nogueira Campelo          | Gustavo         | 15/02/1995 | 1,84        | 80        | Levantador | São Paulo - SP           | Brasileiro    |
| 1  | Arthur Jaeger                     | Arthur          | 08/01/2004 | 1,91        | 84        | Levantador | Florianópolis - SC       | Brasileiro    |
| 2  | Wallaf Wesley de Oliveira         | Wallaf          | 04/01/1998 | 1,93        | 82        | Oposto     | Rio de Janeiro - RJ      | Brasileiro    |
| 4  | Franco William Carginin Paese     | Franco Paese    | 01/03/1990 | 2,02        | 96        | Oposto     | Bento Gonçalves - RS     | Brasileiro    |
| 6  | Guilherme Rech                    | Rech            | 05/01/2001 | 2,05        | 92        | Central    | Jaraguá do Sul - SC      | Brasileiro    |
| 8  | Pietro Pereira de Jesus Santos    | Pietro          | 18/06/2001 | 2,05        | 92        | Central    | Uberlândia - MG          | Brasileiro    |
| 12 | Eliezer Madruga Dutra             | Eliezer         | 12/02/1999 | 2,02        | 95        | Central    | Rio Grande - RS          | Brasileiro    |
| 11 | Rhyan Luiz Wagner                 | Rhyan           | 06/06/2005 | 2,05        |           | Central    | Não-Me-Toque - RS        | Brasileiro    |
| 13 | Ian Ferreira da Silva Lopes       | Ian             | 03/01/2003 | 2,00        | 90        | Central    | Brasília - DF            | Brasileiro    |
| 20 | Murilo Seidel dos Santos          | Murilo          | 31/05/2007 | 1,94        | 85        | Central    | Gravataí - RS            | Brasileiro    |
| 28 | Abrhaao Anthony Santana Camargo   |                 | 14/06/2004 | 1,98        |           | Central    | Teixeira de Freitas - BA | Brasileiro    |
| 5  | Lucas Eduardo Loh                 | Lucas Lóh       | 18/01/1991 | 1,97        | 83        | Ponteiro   | Toledo - PR              | Brasileiro    |
| 9  | Bruno Temponi Araújo              | Temponi         | 11/02/1986 | 1,90        | 89        | Ponteiro   | Governador Valadares -MG | Brasileiro    |
| 10 | Pedro Pereira da Silva Filho      | Alladin         | 11/03/2005 | 1,95        |           | Ponteiro   | Porangatu -GO            | Brasileiro    |
| 14 | Maicon dos Santos França          | Maicon França   | 27/04/2004 | 2,18        | 90        | Ponteiro   | Rio de Janeiro - RJ      | Brasileiro    |
| 16 | Rafael de Bairros                 | Rafa            | 16/02/1996 | 1,94        | 96        | Ponteiro   | Joaçaba - SC             | Brasileiro    |
| 15 | Pedro Henrique Tomasi             | Pedrinho Tomasi | 12/01/2001 | 1,77        | 69        | Líbero     | Brusque - SC             | Brasileiro    |
| 19 | Luiz Ricardo Evangelista da Silva | Luiz Ricardo    | 31/01/2002 | 1,85        | 78        | Líbero     | Osasco - SP              | Brasileiro    |
| 7  | João Pedro Centola                | João Centola    | 29/08/2005 | 1,87        | 78        | Líbero     |                          | Brasileiro    |

Fonte: Praia Clube/Uberlândia Vôlei - Praia Clube
Campanhas de Destaque
| Praia Clube              | Praia Clube | Praia Clube  | Praia Clube       | Praia Clube     |
| Torneio                  | Campeão     | Vice-campeão | Terceiro colocado | Quarto colocado |
| ------------------------ | ----------- | ------------ | ----------------- | --------------- |
| Campeonato Mundial       |             |              |                   |                 |
| Campeonato Sul-Americano |             | 1 - (2025)   |                   |                 |
| Superliga Brasileira     |             |              | 1 - (24-25)       |                 |
| Copa Brasil              |             |              |                   |                 |
| Supercopa Brasileira     |             |              |                   |                 |
| Campeonato Mineiro       |             |              | 1 - (2024)        |                 |

## Esporte Amador
O Praia Clube, atualmente, investe nos seguintes esportes:

### Basquetebol
No basquetebol, o Praia Clube dedica-se apenas às categorias de base, sendo representado por equipes de diversas faixas etárias como o Sub-14, Sub-15, Sub-20 e Sub-22.
O clube, atualmente, busca sua afirmação na rama masculina, participando da Liga de Desenvolvimento de Basquete.

### Atletismo
O Praia possui dois representantes em uma modalidade de atletismo, a corrida. Atualmente, os atletas Flávio Soares e Ariadenes de Souza representam o clube em diferentes competições regionais e nacionais. A prática desse esporte ainda é recente em sua história.

### Futebol
No Praia Clube, o Campeonato Interno de Futebol de Campo é um dos eventos mais tradicionais. Jogadores que foram profissionais e que jogam no Campeonato Amador de Uberlândia costumam participar.

### Futebol Society
No Clube, o futebol society é adorado e praticado por muitos associados, principalmente aos fins de tarde.

### Futsal
Sua primeira equipe de competição iniciou as atividades em 1983, destacando-se nos campeonatos regionais. Com o rápido aumento dos adeptos dos sócios aos times do Clube, várias categorias foram montadas. Em 1988, o Praia vence sua primeira competição, o Campeonato Estadual Infantil. Nos anos de 1993 e 2003 o Futsal praiano foi o grande vencedor do Campeonato Mineiro Adulto e no ano de 2013 conquistou os dois títulos mais importantes com a equipe Sub-17, a Taça Brasil de Clubes e o Mundialito de Futsal, realizado na Croácia.
A equipe disputou a Liga Nacional de Futsal pela sexta vez em 2020.Em 2024, pela primeira vez avançou a final da Supercopa do Brasil de Futsal e finalizou com o vice-campeonato

### Handebol
O clube estreou na Liga Nacional de Handebol Masculino em 2023, até 10 de outubro o técnico era Alan Campos, depois, na fase final o time foi comandado pelo técnico dinamarquês Morten Soubak, antes exercia a função de coordenador, ainda no elenco contou com o goleiro Maik Santos que foi o destaque do título inédito, sendo o clube o primeiro time mineiro a conquistar o lugar mais alto do pódio na história da competição.

### Judô
O Judô praiano iniciou suas atividades em 1984, com o professor Tadeu Melazzo. O primeiro título nacional veio em 1998 no Campeonato Brasileiro Infantojuvenil. Já a primeira conquista internacional ocorreu em 2006, no Campeonato Pan-americano de da modalidade, na Venezuela, com a atleta Patrícia Resende Lopes Lau.
Desde então, o Praia Clube figura entre as melhores equipes de Minas Gerais e do Brasil, com vários títulos em nível nacional. Atualmente, a equipe de competição conta com aproximadamente 50 atletas, que disputam torneios por todo o País. Entre os torneios disputados pelos judocas praianos nos últimos anos, figuram na lista de competições o Campeonato Mineiro, Campeonato Brasileiro Regional, Campeonato Brasileiro, Sul-americano, Pan-americano e outros Torneios Nacionais e Internacionais.

### Natação
A natação sempre esteve vinculada ao Praia desde o seu gênese. O auge da natação do Praia Clube de alto rendimento começou no ano 2000, com a chegada da técnica Rosana Nascentes, que trouxe alguns atletas formados no U.T.C e que se juntaram aos alunos das Escolinhas e iniciaram o processo de formação da Equipe de Competição do Praia Clube. Em 2002, Gino Zardo Degane, da Associação Atlética Botucatuense, chegou ao Clube para completar à época o quadro dos técnicos da natação com a Rosana, que ficou com as equipes Petiz e Infantil. Gino, por sua vez, assumiu a Coordenação e as equipes Juvenil e Sênior. No início desta trajetória, o Praia não figurava entre os 50 melhores do Ranking Nacional de Clubes, como também nunca tinha obtido resultados expressivos em nível de campeonatos nacionais e estaduais.
Após mais de uma década, o Clube chegou ao 3º lugar no ranking de Melhor Equipe do Brasil nas categorias Infantil e Juvenil. Atualmente, o Praia Clube está no seleto grupo dos 10 melhores do País. Durante esses anos vários nadadores defenderam as cores preto-e-amarelo piscinas Brasil afora. Além disso, tivemos vários medalhistas Brasileiros e Sul-americanos. O primeiro feito em nível internacional na categoria absoluta foi o recorde Sul-americano nos 200m Peito em piscina de 25m, conquistado na piscina do Praia Clube pelo atleta Gabriel Fidélis, que também conquistou a primeira medalha em Nível Absoluto Torneio OPEN, depois no Troféu Maria Lenk e José Finkel, bem como o Luiz Cláudio Azarias com a medalha de Bronze no Troféu Maria Lenk. Hoje, o Praia é o segundo melhor clube do Estado na Natação em todas as suas categorias.
Equipe Paralímpica
Atualmente, o Praia Clube investe no esporte Paralímpico brasileiro. A Equipe Paralímpica de Natação, idealizada e comandada pelo técnico Alexandre Vieira, é uma das referências nacionais na modalidade. Hoje, ela conta com doze atletas, que vem acumulando resultados surpreendentes, com relevância nacional e internacional. Por dois anos consecutivos, o Praia se sagrou campeão do Circuito Nacional Paralímpico. Isso garante ao Clube o título de melhor equipe do Brasil, o que mostra os resultados de um trabalho focado, bem planejado e executado.
Da Equipe Praiana, atletas e o técnico Alexandre Vieira são constantemente convocados pelas Seleções Brasileiras Paralímpica Principal e de Jovens. Guilherme Silva, Gabriel Tomelin, Ruan de Souza, Mariana Gesteiro, Letícia Lucas e outros integram o time praiano.

### Paratriathlon
No Praia Clube, a categoria é representada pelo Paratriatleta Roberto Carlos Silva, da categoria PT3. O praiano já trouxe diversas medalhas ao Clube e tornou-se um dos maiores vencedores do país por diversos momentos da carreira.
A Categoria PT3 - a qual o atleta compete - inclui atletas com comprometimentos como deficiência nos membros, carência de força muscular e amplitude nos movimentos diminuída, entre outros. Nas etapas de ciclismo e corrida, atletas amputados podem utilizar próteses ou outros dispositivos de apoio aprovados. International Triathlon Union (ITU).
Entre as diversas competições que o paratriatleta participou, estão o Pan-americano de Paratriathlon e o ITU World Series Paratriathlon, nos Estados Unidos, o Campeonato Mundial de Paratriathlon, no Canadá, além de diversas importantes competições nacionais, como é o caso do Circuito Nacional do Sesc Triathlon.

### Peteca
A Confederação Brasileira de Peteca vem trabalhando com o objetivo de expandir, cada vez mais, a modalidade por todo o país. Uberlândia é uma cidade que sempre se destacou na modalidade, por meio do Praia Clube que, aliás, é bicampeão brasileiro.
Em 2013, pela sétima vez, o Praia Clube sediou o Campeonato Brasileiro de Peteca. Na 25ª edição, os atletas praianos fizeram bonito em quadra e deram ao Clube o segundo título nacional da história. A competição reuniu mais de 200 atletas dos estados de Minas Gerais, Goiás, Rio de Janeiro, São Paulo, Paraná, Rondônia, Tocantins e Santa Catarina, mais os petequeiros do Praia Clube e do Distrito Federal.
O Praia é o único Clube a conquistar o título geral do Brasileiro. Os demais foram conquistados por Federações. Além disso, o Clube ficou com o vice-campeonato em outras quatro oportunidades.

### Tênis
No Praia, as escolinhas de Tênis de Campo atendem pessoas de 5 anos de idade até adultos. As categorias oferecidas são turmas mistas de acordo com a faixa etária.

### Tênis de mesa
O Praia incentiva o tênis de mesa por meio de campeonatos internos. Vários associados põem em prática suas habilidades de jogo, duelando pelo título de melhor jogador. O polo do esporte no Clube é no Ginásio Adalberto Testa (G1), que acomoda as mesas da modalidade.

### Vôlei de praia
A partir de 2022, o Praia a passou a investir e contratar duplas de vôlei de praia, no naipe feminino foram contratadas as duplas Ana Patrícia Ramos e Duda Lisboa — campeãs mundiais de 2022 — e a jovem dupla promissora Tainá Bigi e Victória Tosta , no mesmo ano contratou a dupla, composta pelo campeão olímpico Bruno Schmidt e Saymon Barbosa.Em 2023, foi o primeiro clube do país e do mundo a receber o reconhecimento de Centro de Excelência de Vôlei de Praia por parte da FIVB.

### Xadrez
O Clube possui prodígios no esporte, que participam de competições nacionais e internacionais. As aulas são realizadas no Terraço do Tênis.
As aulas da escolinha de xadrez do Praia Clube acontecem em diferentes dias e horários durante a semana. Os enxadristas destaque do Clube são os irmãos Rodrigo Machado Borges Filho e Gabriela Machado Borges, que já foram campeões brasileiros em diversas competições.

## Estrutura
O Praia Clube possui uma excelente estrutura para os seus associados:
- Academias

A principal academia de musculação do Praia Clube, inaugurada em 1998, possui mais de mil m², disposta de dois andares, banheiros, diversos equipamentos de musculação, além de profissionais para apoio de atividades.
- Bares

Dentre o seu perímetro possui diversos bares estrategicamente localizados para atender aos seus associados, visitantes, atletas, torcedores. São eles: o Bar do Complexo de Tênis, o Bar do Complexo Cícero Naves, o Bar do G1, o Bar do G2, o Bar da Sauna e o Bar da Sinuca.
- Bosque

Local ideal para exercícios e ter contato com ar puro em meio ao centro urbano, o Bosque do Praia Clube é composto por uma área superior a 41 mil m². Dispõe de quiosques, cascata, deck com mesas e cadeiras à beira do lago e um mirante.
O clube possui um área verde expressiva, composta por plantas nativas e exóticas, como árvores, palmeiras, arbustos, gramíneas e forrações. Em 2010, a instituição iniciou um plano a recomposição arbórea na área de preservação permanente (APP), compreendida de 19.984 m².
- Boutique

Em sua boutique particular, os torcedores da equipe feminina de voleibol do Praia Clube podem encontrar os uniformes oficiais.
- Campos de futebol

Reaberto em fevereiro de 2016, o Campo de Futebol do Praia possui medidas oficiais, com iluminação de Led. Ademais, possui outras cinco quadras para a prática do Futebol Society em sua estrutura.
- Complexo Cícero Naves

Uma das mais recentes estruturas do Praia Clube, inaugurada em 2011, o Complexo Cícero Naves é composto de salas de treinamento fitness e judô, além de restaurante e piscina. Ao fundo do complexo, o clube recebe show periódicos.
- Eclusa

Mais uma importante área de lazer do clube, a Eclusa encontra-se localizada ao lado do Ginásio Adalberto Testa (G1), à margem direita do rio Uberabinha. Disposta de uma pista de dança, bar de autoatendimento e palco para apresentações musicais, o local recebe o tradicional evento "Música ao Vivo na Eclusa", aos domingos.
- Estacionamento

Seu estacionamento dispõe de 11 mil m², com capacidade para 400 carros e 200 motos. Ademais, o clube conta com o auxílio de estacionamento encontrado em frente à Portaria Principal, que não pertence ao Praia, mas está à disposição dos seus frequentadores com suas 476 vagas.
- Ginásios

Constituindo-se como as maiores estruturas do clube, os quatro ginásios do Praia são locais de aprendizado para os futuros atletas e de treinamento para os profissionais.
O primeiro deles, o Ginásio Adalberto Teste (G1), é o cartão-postal do clube, tendo sido inaugurado em 1963. Inicialmente, receberia duas quadras poliesportivas e uma quadra de voleibol não-oficial. Com a reforma em 2001, deixou de ter quadras para ser locação de peteca e ping pong. Atualmente, recebe competições de peteca, tênis de mesa e eventos sociais.
O Ginásio Oranides Borges do Nascimento (G2), construído em 1994, é utilizado para treinos e jogos do time profissional de voleibol feminino do Praia Clube. Foi ampliado em 2013, sendo desde então conhecido como Arena Praia, recebendo importantes jogos da Superliga Brasileira de Voleibol Feminino - Série A.
O Ginário Waltercides Borges de Sá (G3) também recebe treinos da equipe feminina profissional de voleibol, das equipes de categoria de base do basquetebol e do futsal. É neste ginásio que o clube recebe as partidas da Liga de Desenvolvimento de Basquete.
Concluído em 2016, a Academia do Futuro - Formação de Atletas (G4) possui 7.041 m² de área construída, voltando-se para o ensino de valores aos novos atletas.
- Parques aquáticos e piscinas

O Praia Clube é reconhecido pelos seus parques aquáticos. Seu principal, o Complexo Parque Aquático possui três piscinas para lazer, uma delas com toboágua, um sequência de três corredeiras com quatro piscinas menores. Possui ainda o Parque Aquático Infantil com quatro piscinas, com escorregadores, duchas, toboáguas e canhão de água.
- Postos de enfermagem

Preocupando-se com a segurança e bem-estar dos associados, o Praia Clube conta com quatro Postos de Enfermagem para atender casos emergenciais durante a permanência de seus associados no clube. Conta com equipes de enfermeiros, fisioterapeutas e técnicos de enfermagem.
- Quadras esportivas

A instituição possui ainda diversas quadras indoor e outdoor. Construídas em 2009, as oito quadras de peteca oferecem aos praiano mais espaços para lazer e práticas esportivas, soando-se às dezessete já existentes. O Complexo de Tênis passou por uma reforma no final de 2005, podendo desde então receber competições de nível nacional. São dez quadras oficiais descobertas com iluminação, paredão e um ginásio coberto com duas quadras oficiais iluminadas e arquibancada.
- Quiosques

O clube possui diversos quiosques terceirizados, aumento as opções de compra aos frequentadores. O principal deles é o Quiosque da Piscina Olímpica.
- Recanto do Samba

Um dos espaços culturais mais importantes do Praia Clube, o Recanto do Samba foi capaz de projetar a carreira do grupo Só Pra Contrariar e abriria espaço para a carreira solo do cantor Alexandre Pires. Atualmente conta com uma área de 840m² de construções.
- Restaurantes

O restaurante do Complexo índio de Carvalho Luz possui capacidade para 65 jogos de mesa e recebe eventos particulares de seus associados. Outro restaurante importante é o do Complexo Cícero Naves, funcionando aos finais de semana.